# Berndt List

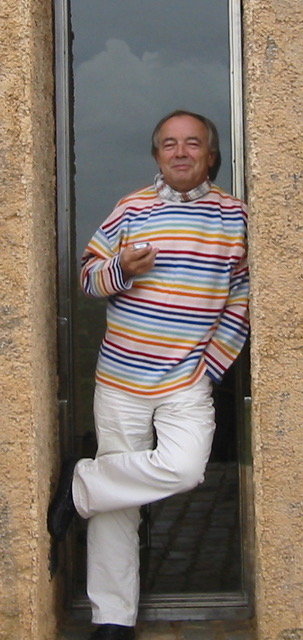

Berndt Günther List (* 12. September 1944 in Hamburg; † 7. Dezember 2018 in Berlin) war ein deutscher Regisseur und Schriftsteller.

## Leben
Nach Station an einem Berliner Avantgarde-Theater studierte List Regie an der Deutschen Film- und Fernsehakademie Berlin.
Zurück in Hamburg schrieb er Drehbücher und inszenierte Fernsehfilme im Kinder- und Jugendbereich. Seine Kinokomödie „Schmidt ist billiger“ lief auf zahlreichen Filmfestivals, u. a. Filmfest Emden-Norderney.
2003 veröffentlichte Berndt G. List erfolgreich seinen ersten Roman „Der Goldmacher“, die abenteuerliche Geschichte um den Alchimisten Johann Friedrich Böttger und der Erfindung des Meissner Porzellans, der sich auch auf einer Bestsellerliste platzieren konnte. 2006 wurde sein Abenteuerroman um den Seeräuber Klaus Störtebeker „Das Gold von Gotland“ bei Kindler veröffentlicht. Unter dem Titel El Tesoro de la Reina, wurde der Roman 2008 in Spanien bei Via Magna veröffentlicht.
Berndt G. List fand seiner Heimatstadt Hamburg auf dem Ohlsdorfer Friedhof seine letzte Ruhestätte.

## Romane
- Der Goldmacher Aufbau Taschenbuch 2003, ISBN 3-7466-1970-X
- Das Gold von Gotland. Kindler 2006, ISBN 3-463-40499-0